# NGC 1448
| Galáxia espiral NGC 1448 | |
|                          | |
| Dados do catálogo:       | |
| Classificação do objeto: | Sc III                                                                                             |
| Brilho superficial       | 13,3                                                                                               |
| Massa (Sol=1)            | ----                                                                                               |
| Outras denominações:     | NGC 1457, MCG-07-08-005, ESO 249-G016, h 2585, GC 776, h 2586, GC 779, AM 0342-444, PGC 13727, etc |

NGC 1448 (NGC 1457) é uma galáxia espiral localizada a cerca de sessenta milhões de anos-luz de distância na direção da constelação do Relógio. Possui uma magnitude aparente de 10,7, uma declinação de -44º 38' 44" e uma ascensão reta de 3 horas, 44 minutos e 32,2 segundos.